# Duckens Nazon
Duckens Moses Nazon (* 7. April 1994 in Châtenay-Malabry, Frankreich) ist ein haitianischer Fußballspieler.

## Karriere

### Verein
Duckens Nazon wurde im Jahr 1994 im französischen Châtenay-Malabry, etwa 10 km von Paris entfernt geboren. Seine Karriere begann er in Frankreich für die Zweitvertretungen des OC Vannes und FC Lorient. Danach spielte er in der Championnat de France für die Vereine US Roye-Noyon und Olympique Saint-Quentin. Für Stade Laval absolvierte er 14 Spiele in der Ligue 2. Von September bis Dezember 2016 war er für den Kerala Blasters FC in der Indian Super League aktiv. Mit dem Verein verlor er das Play-off-Finale um die Meisterschaft gegen Atlético de Kolkata. Im Januar 2017 unterschrieb er einen Vertrag bei den Wolverhampton Wanderers. Der englische Zweitligist verlieh ihn in der folge, nachdem er nur in der U-23 des Vereins zum Einsatz gekommen war. Leihstationen waren dabei der Viertligist Coventry City und Drittligist Oldham Athletic. Im Juni 2018 wechselte Nazon zum belgischen Erstligisten VV St. Truiden. Bis zur Winterpause der Saison 2018/19 absolvierte er fünf Ligaspiele. Im Januar 2019 wurde der Stürmer an den schottischen Erstligisten FC St. Mirren verliehen. Sein Debüt für die Saints gab er am 2. Februar 2019 bei einer 0:4-Niederlage gegen die Glasgow Rangers im Ibrox Stadium, als er für Simeon Jackson eingewechselt wurde.

### Nationalmannschaft
Duckens Nazon debütierte am 5. März 2014 in der Haitianischen Nationalmannschaft im Länderspiel gegen den Kosovo in Mitrovica das 0:0 endete. Mit der Nationalmannschaft nahm er 2015 am Gold Cup teil. Er erzielte dabei das Siegtor zum 1:0 in der Vorrunde gegen Honduras und den Ausgleich zum 1:1 gegen Panama. Im Viertelfinale verlor Haiti gegen den späteren Finalisten Jamaika 0:1. Im Jahr 2016 nahm er mit der Nationalelf an der Copa América Centenario teil. In der Gruppe B der Vorrunde wurde man hinter Peru, Ecuador und Brasilien letzter in der Tabelle.